# Psianka słodkogórz
Psianka słodkogórz (Solanum dulcamara L., łac. dulcis – słodki, amarus – gorzki) – gatunek rośliny z rodziny psiankowatych (Solanaceae L.). Rośnie dziko w Europie, Afryce Północnej, Azji Zachodniej, aż po Indie. Rozprzestrzenia się gdzieniegdzie jako gatunek zawleczony. W Polsce jest pospolita na całym niżu i w niższych położeniach górskich.

## Morfologia
PokrójRozesłany lub pnący się półkrzew, w dolnej części zdrewniały, górą zielny. Osiąga wysokość 0,3-1,8 m. Cała roślina jest mniej lub bardziej przylegająco owłosiona. Z zewnątrz słodka, wewnątrz gorzka (stąd pochodzi nazwa rośliny).
LiścieOgonkowe, sercowatojajowate, na szczycie zaostrzone. U nasady mają zwykle 1-2 mniejsze łatki.
KwiatyZwisłe, zebrane w szczytowe lub boczne podbaldaszki. Kielich złożony z 5 działek, korona ciemnofioletowa, kółkowa z pięcioma szeroko rozchylonymi płatkami, 5 pręcików zrośniętych złocistożółtymi pylnikami w rurkę wokół pojedynczego słupka.
OwocPodłużna, lśniąca i soczysta jagoda o długości ok. 1 cm z nasionami o długości 3 mm. Niedojrzałe owoce są zielone, dojrzałe przyjmują szkarłatnoczerwony kolor.
Gatunki podobnePsianka słodkogórz niekiedy przez niewprawnych bywa mylona z o wiele bardziej trującą wilczą jagodą.

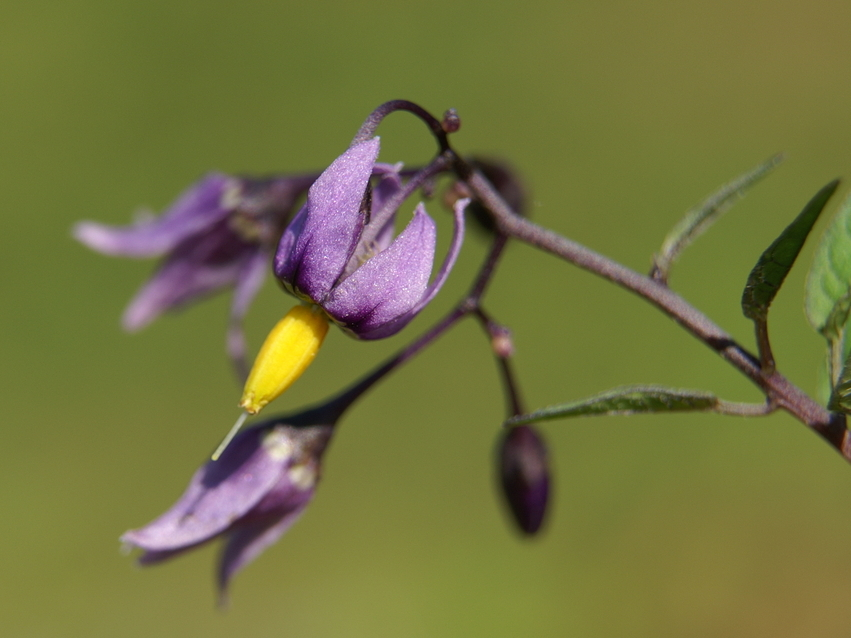
Kwiat
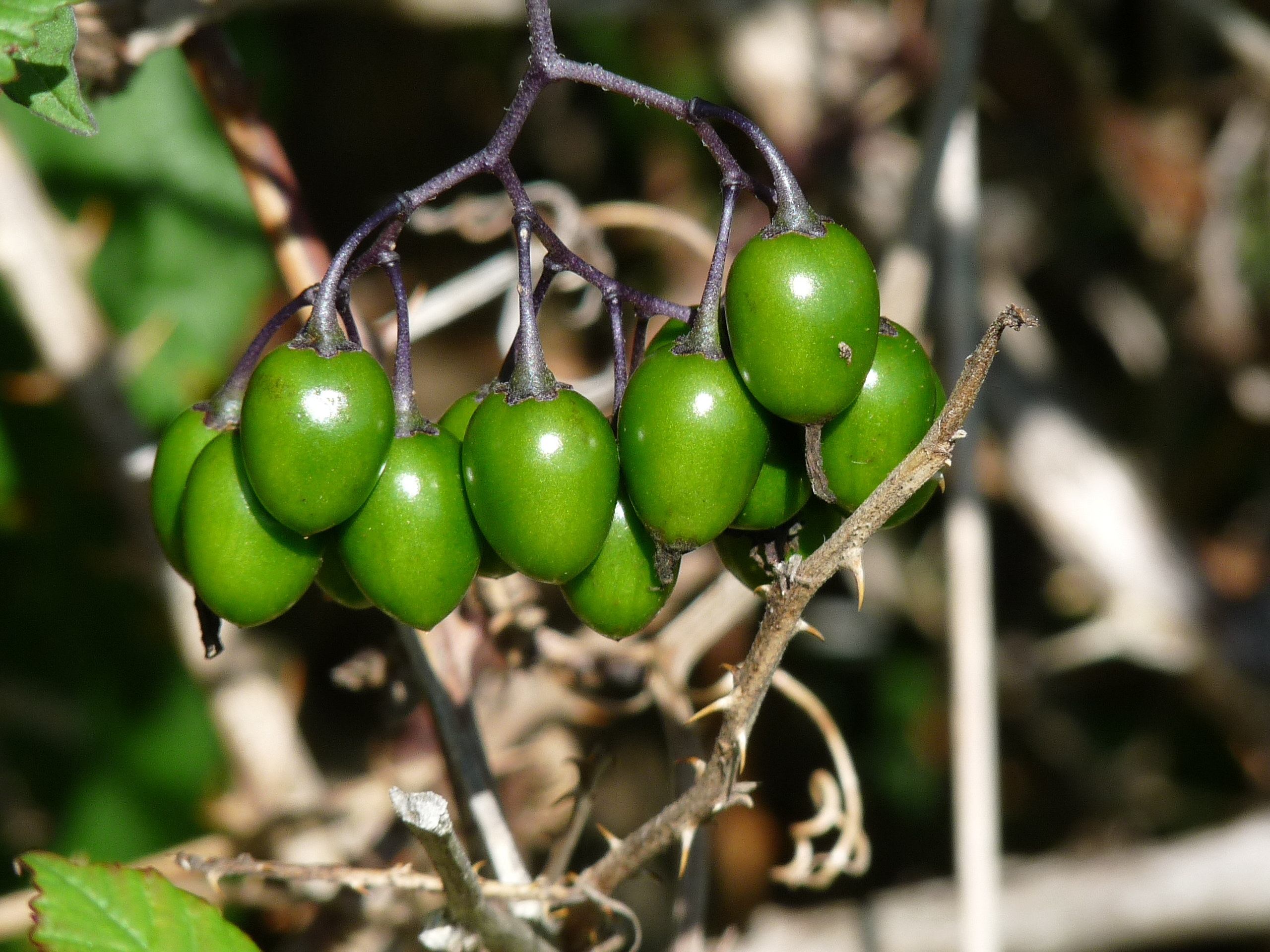
Owoce niedojrzałe
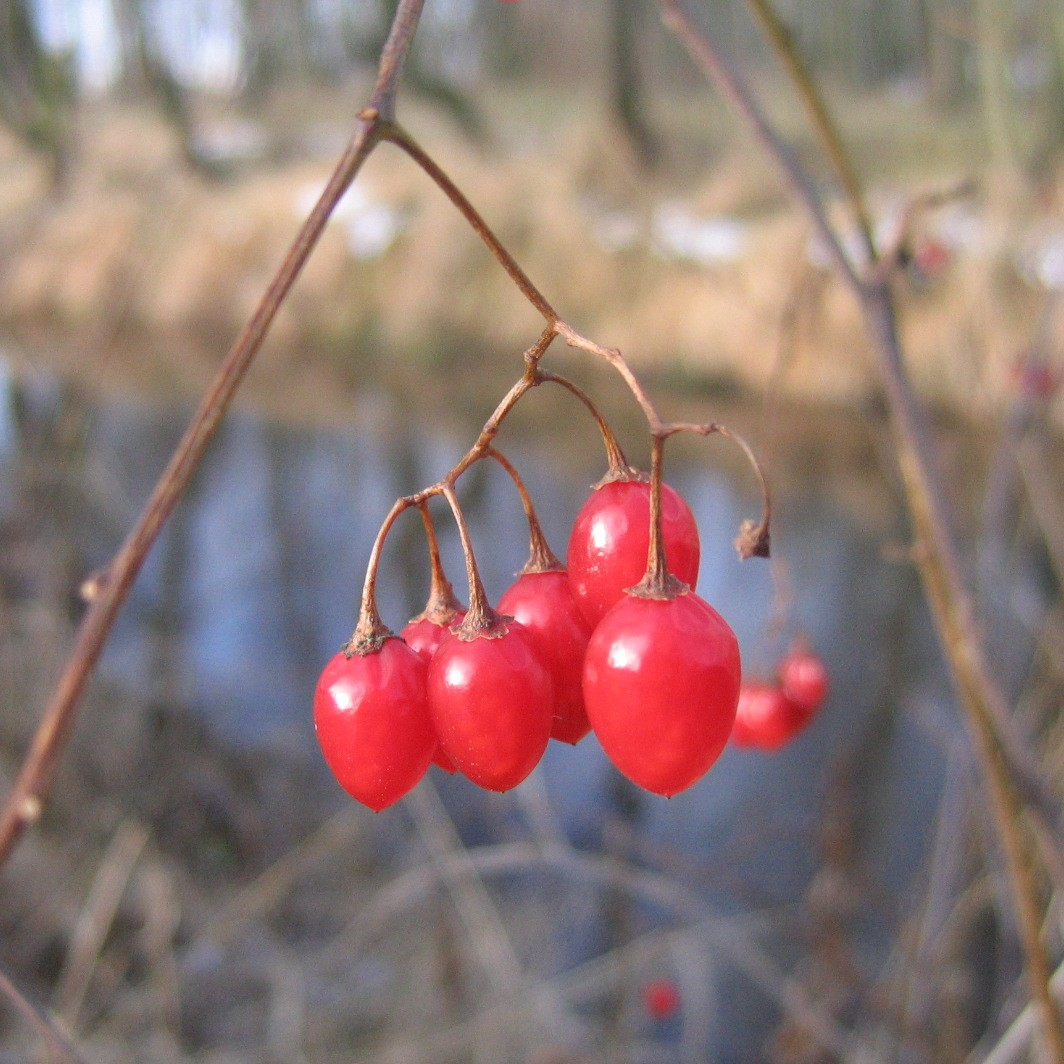
Dojrzałe owoce

## Biologia i ekologia
RozwójPółkrzew, chamefit. Kwitnie od lipca do sierpnia, jest owadopylny. Pręciki i słupki dojrzewają równocześnie. Kwiaty zapylane są przez muchówki i błonkówki.
SiedliskoPospolita w wilgotnych zaroślach, lasach olsowych, oraz nad brzegami wód. Roślina azotolubna.
FitosocjologiaW klasyfikacji zbiorowisk roślinnych gatunek charakterystyczny dla Cl./O./All. Alnetea-glutinosae.

## Znaczenie
- Roślina lecznicza[5]:
  - Surowiec zielarski : pędy (Stipites Dulcamarae) zawierają alkaloidy, glikozydy, garbniki[7].
  - Działanie : W medycynie ludowej używana była jako środek przeczyszczający, moczopędny i wykrztuśny[7].
- Roślina trująca[5]. Oprócz działania leczniczego wykazuje równocześnie silne działanie trujące i z tego powodu nie jest obecnie wykorzystywana w lecznictwie[7].